# Canon de 8,8 cm SK L/45
Le canon de 8,8 cm SK L/45 (canon de 8,8 cm SchnelladeKanone (canon à rechargement rapide) dont la longueur du tube est égale à 45 fois le calibre) est un canon naval allemand de calibre 8,8 cm utilisé pendant la Première et la Deuxième Guerres mondiales.

## Utilisation
Pendant la Première Guerre mondiale, ce canon est utilisé comme artillerie secondaire et canon antiaérien sur la plupart des Dreadnought de l'Empire allemand, ainsi qu'à terre en plusieurs  variantes adaptées ou non à la traction automobile. Il y eut aussi des variantes de calibres sur les mêmes modèles : 8 cm et 10,5 cm[réf. nécessaire].
| Type d'utilisation             | Désignation | Élévation   | Portée                                        | Classes de navires                                                                                 |
| Tourelle casemate sur un socle | MPL C/01-06 | -10° à +25° | à 25° : 10,694 m à 45° : 11 790 m             | Nassau, Helgoland, Kaiser, König, SMS Von der Tann, Moltke, SMS Seydlitz, Derfflinger, SMS Blücher |
| Flak sur un socle              | MPL C/13    | -10° à +70° | à 43° : 14 100 m à 70° : 9 150 m (plafond AA) | Mackensen, Ersatz Yorck, Brummer, Königsberg, Cöln, Deutschland, Emden, Königsberg                 |

## Sources
- (en) « German 8.8 cm/45 (3.46") SK L/45 », sur navweaps.com (consulté le 14 janvier 2013)
- (en) Terry Gander et Peter Chamberlain, Weapons of the Third Reich : An encyclopedic survey of all small arms, artillery, and special weapons of the German land forces, 1939-1945, New York, Doubleday, 1979, 371 p. (ISBN 978-0-385-15090-3)